# Scopula sincera
Scopula sincera là một loài bướm đêm trong họ Geometridae.